# Nekomata

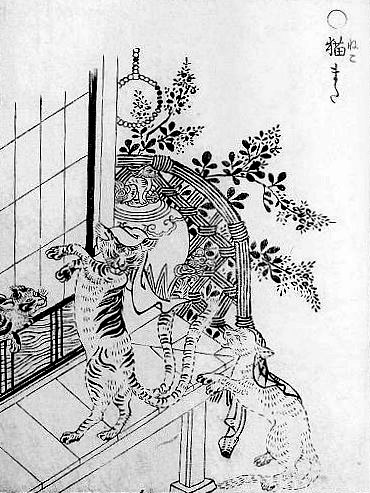
Representación de Nekomata.

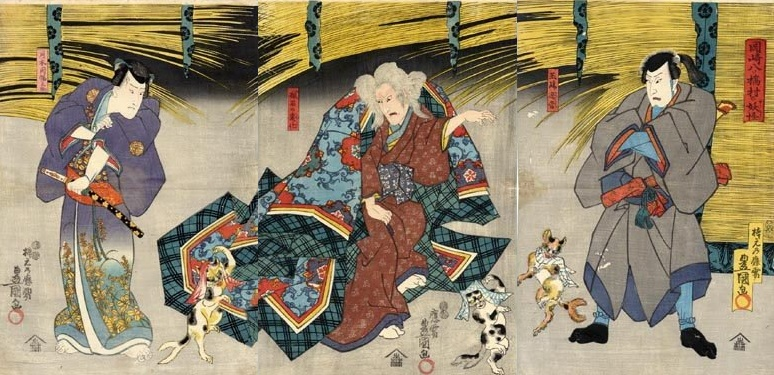
Kunisada-Nekomata-1847-

El Nekomata (猫又 lit. gato bifurcado?) es una variedad de yōkai perteneciente al folclore japonés. Se trata de un gato con habilidades sobrenaturales, una variación del bakeneko (化け猫) que surge cuando a un gato doméstico se le comienza a bifurcar la cola. A diferencia del bakeneko, el nekomata imita las acciones de los humanos, parándose en dos patas y caminando erguido gracias al apoyo de su cola bifurcada. Causan un sonido muy parecido al lenguaje humano al maullar, sin embargo, no pueden transformarse en humano. El nekomata es un gato cambiante vivo mientras que el bakeneko es un espectro. Para que un nekomata alcance a ser un bakeneko debe pasar cierta cantidad de años. Aunque algunos japoneses aseguran que teniendo en cuenta que el gato normal vive hasta treinta años si se lo cuida en óptimas condiciones, si pasa los treinta y cinco años ya puede transformarse en un bakeneko a voluntad.

## Historia
El nekomata surge como una leyenda urbana cuando Japón sufría una crisis en el siglo XVII. La población de ratas aumentó en el año de 1602, causando estragos en la producción del arroz y la seda. En ese tiempo se decreta que nadie podía poseer, vender ni comprar gatos, todos debían ser puestos en libertad. La raza más común era el bobtail japonés, el icónico gato callejero que no tiene cola y que ronda por las calles de Japón. Debido a que esta raza no tiene cola, comenzaron a surgir leyendas que hablaban de la razón por la cual el bobtail japonés no tenía cola. Estas leyendas contaban que a los gatos que se les dejaba crecer la cola se convertirían en un nekomata.
Según el folklore, un gato doméstico puede convertirse en un bakeneko cuando ha vivido cierta cantidad de años, cuando ha alcanzado un kan (3.75kg) de peso o si se le permite tener cola larga; en el último caso, su cola se bifurcará (se dividirá) y se llamará nekomata.

## Folclore
El nekomata es una criatura mitológica japonesa que se cree evoluciona de los gatos domésticos. Se creía que cuando un gato llegaba a una cierta cantidad de años de vida, su rabo empezaría a dividirse lentamente en dos, a la vez que desarrollaría poderes mágicos, principalmente aquellos relacionados con la nigromancia y chamanismo. Gesticulando con sus rabos o con sus patas delanteras (ya que caminaría erguido), los nekomata animarían y controlarían a los muertos. Los nekomatas, en entornos salvajes, se alimentarían de carroña proveniente de cuerpos muertos. Tienen una afición especial por el jamón.
No todos los gatos se convierten en nekomatas, sino que deben producirse ciertas situaciones, generalmente relacionadas con la alimentación del gato, como beber sangre humana, alimentarse de un cadáver humano o de una serpiente, etc.
Aunque el comportamiento de los nekomatas se suele comparar al de los gatos comunes, solían tener continuas trifulcas, especialmente los gatos viejos y maltratados que eran normalmente más poderosos que el nekomata medio. Para vengarse, esos nekomatas controlaban a los familiares muertos de los maltratadores, persiguiéndolos hasta que fueran compensados con comida, disculpas y atención.
Por último, algunas historias del folclore japonés afirmaban que el nekomata podía alternar entre su forma original y la imitación de la apariencia humana. Aun así, al contrario que la más común nekomusume (mujer-gata), los nekomata hembra aparentaban ser más viejas, mostrar malos hábitos en público y tener siempre un halo de terror alrededor de ellas, que si estaba en contacto con la gente durante un largo período podría causar enfermedad y peste.
Las primeras referencias a la figura de los nekomata se remontan al período Kamakura (1192-1333) donde con ese nombre se denominaba a un gato demoníaco que devoraba a los humanos y adoptaba su fisonomía. Los tres cuentos de este tipo de gato por excelencia son el gato de Okazaki, el gato de Arima y el gato de Nabeshima.
No todos los nekomata son malvados; en algunas historias son leales y amables con sus propietarios. Una de ellas es la historia de Tama, un nekomata cuyo propietario era un sacerdote muy pobre que vivía en un ruinoso templo en Setagaya, al oeste de Tokio. El sacerdote le dijo a Tama: Te he cuidado a pesar de mi pobreza, ¿no podrías hacer algo por este templo?. Un día Naotaka, el señor del distrito de Hikone, se puso debajo de un árbol debajo del templo para evitar mojarse con la lluvia. Naotaka se dio cuenta de que había un gato que maullaba delante de la puerta del templo, llamándole. Mientras se dirigía hacia él, un rayo cayó sobre el árbol. Después del incidente, Naotaka se hizo amigo del sacerdote del templo, lo convirtió en el templo de su familia y donó grandes cantidades de dinero para repararlo. Cuando el gato Tama murió, el sacerdote le construyó una tumba, y finalmente se construyó un santuario sobre ella.

## En la cultura popular
- Kirara, la mascota de Sango en las serie de manga y anime Inuyasha, aunque Kirara no muestra los rasgos tradicionales del nekomata.

- Otro ejemplo es el Pokémon Espeon, quien parcialmente está basado en un nekomata.

- Nexu de Star Wars Episodio II: El Ataque de los Clones en el coliseo genosiano.

- Nekomata no Matamune, personaje del manga de Rey Chamán.

- Nekomata, de la saga de juegos de Shin Megami Tensei y Shin Megami Tensei: Persona (también llamada Persona), al ser evocada, se puede observar al demonio, o Persona, con rasgos humanos y felinos pero con solo una cola.

- En el manga Omamori Himari la protagonista Noihara Himari es una bakeneko.

- En el videojuego Touhou Project existe un nekomata femenino, Chen. No se debe confundir a Rin Kaenbyou, de la misma saga, con un nekomata, a pesar incluso de tener dos colas, ya que ella es una "kasha", un yokai demonio con forma felina con un carro que roba los cadáveres de los fallecidos para llevarlos al Infierno o comérselos.

- En el videojuego Disgaea, para PlayStation 2, PlayStation Portable y Nintendo DS, los "Nekomatas" tienen facciones humanas y felinas.

- En el anime y manga Naruto, Nibi o Matatabi és un Nekomata y el bijuu de dos colas.

- Koneko Tōjō del manga, anime y novela ligera HighSchool DxD, era una Nekomata, actualmente es un demonio.

- Jibanyan, la mascota del juego Yo-Kai Watch está basado en las leyendas del Nekomata.

- Shizuka Nekonome del manga, anime y novela visual Rosario + Vampire, youkai descendiente de Nekomata.

- En el anime Bakemonogatari Tsubasa Hanekawa fue poseída por un Nekomata en la Golden Week, debido a la tensión psicológica por parte de su Familia. Vuelve a aparecer en los últimos capítulos "El Gato Tsubasa".

- En el anime Ao no Exorcist la mascota de Rin Okumura, Kuro, es un nekomata.

- En el videojuego Final Fantasy XIII-2 se encuentra un enemigo con el nombre de "nekomata", perteneciente a la especie cait sith de la franquicia Final Fantasy.

- En el Manganime Mirai Nikki, existe una nekomata.
- En el anime Kyōkai no Kanata la verdadera forma de Ai Shindō es un nekomata.
- En el videojuego Nioh, el gato que Hatori Hanzo utiliza como "reloj" es poseído por el espíritu guía "Nekomata", que luego sirve a William.
- En Fire Emblem Héroes, en el evento especial de halloween, Sakura de Fire Emblem Fates viene con un disfraz de nekomata, haciendo referencias de las cualidades de estos en muchas de sus conversaciones.
- En el videojuego Genshin Impact, el personaje jugable Kirara es una Nekomata que se puede transformar en humano.
- El diseño y apodo de Nekomiya Mana, uno de los personajes jugables del videojuego Zenless Zone Zero, está inspirado en Nekomata.
- Aparece en la película La Gran Guerra Yokai (The Great Yokai War) de 2005.

- Uno de los personaljes principales del manga Tonari no Youkai-san es un nekomata llamado Buchio.